# Jack Martin Smith
Jack Martin Smith (Los Angeles, 2 gennaio 1911 – Santa Barbara, 7 novembre 1993) è stato uno scenografo statunitense.

## Filmografia (parziale)
- Ritmi di Broadway (Broadway Rhythm), regia di Roy Del Ruth - architetto scenografo  (1944)
- Jolanda e il re della samba (Yolanda and the Thief), regia di Vincente Minnelli  (1945)
- Vacanze al Messico (Holiday in Mexico), regia di George Sidney - architetto scenografo (1946)
- Il pirata (The Pirate), regia di Vincente Minnelli (1948)
- Nebbia sulla Manica (Dangerous When Wet), regia di Charles Walters  (1953)
- Personaggi di The Rocky Horror Show

Ebbe nove nomination all'Oscar alla migliore scenografia vincendo tre volte:
- 1964 per Cleopatra
- 1967 per Viaggio allucinante
- 1970 per Hello, Dolly!